# Ga Phổ Yên
Ga Phổ Yên là một nhà ga xe lửa tại phường Phổ Yên, tỉnh Thái Nguyên. Nhà ga là một điểm của đường sắt Hà Nội - Quan Triều và nối với ga Trung Giã với ga Lương Sơn.
| Ga trước Trung Giã | Đường sắt Việt Nam Đường sắt Hà Nội - Quan Triều | Ga sau Lương Sơn |